# Вожанское
Вожанское — озеро в России, расположено на территории Ефимовского городского поселения Бокситогорского района Ленинградской области. Площадь водного зеркала — 2,5 км². Площадь водосборного бассейна озера — 709 км². Размеры озера — 3 на 1,3 километра, периметр — 13,9 км. Глубина достигает 5,3 метра.
Озеро расположено вблизи автодороги Тихвин — Устюжна у деревни Забелье на высоте 139,7 метра над уровнем моря. Вытянуто с северо-запада на юго-восток, окружено берёзово-еловым лесом. В озеро впадают реки Соминка (с севера), Шигалка (с запада) и Любеца (с юго-востока), вытекает река Горюн (приток Чагодощи). В южной части озера имеются два относительно крупных острова. Берега озера заболоченные. На дне озера — слой ила мощностью до 8 метров.
В начале XIX века носило название Чагодоща и считалось истоком одноимённой реки. По озеру проходил участок Тихвинского водного пути.
Код водного объекта в Государственном водном реестре — 08010200111110000001937.